# Nogara
Nogara és un comune (municipi) de la província de Verona, a la regió italiana del Vèneto, situat a uns 100 quilòmetres al sud-oest de Venècia i a uns 30 quilòmetres al sud de Verona.
A 1 de gener de 2020 la seva població era de 8.437 habitants.
Nogara limita amb els següents municipis: Erbè, Gazzo Veronese, Isola della Scala, Salizzole, Sanguinetto i Sorgà.